# Capraxa cinnamomea
Capraxa cinnamomea är en insektsart som beskrevs av Sjöstedt 1920. Capraxa cinnamomea ingår i släktet Capraxa och familjen gräshoppor. Inga underarter finns listade i Catalogue of Life.